# Coccoderus sicki
Coccoderus sicki là một loài bọ cánh cứng trong họ Cerambycidae.